# C.G mix
C.G mix은 일본의 가수로, I've Sound의 작곡가 겸 가수이다. 2003년 11월 발매의 「학원 헤븐! PS2」의 주제곡 「Welcome to HEAVEN!」으로 아이브 정식 가수에 참가했다. 그리고 2006년 7월 자신의 오리지널 앨범 「in your life」로 메이저에 데뷔했다.

## 음반

### 싱글
- LUNAR DANCE (LP판으로도 나옴.)
- Crazy For You (LP판으로도 나옴.)

### 앨범
1. in your life
2. pray

### 아날로그 음반
- cry your eyes -FREE TO GO OR STAY-
- SILENT NIGHT

## 노래들
- Welcome to HEAVEN!
- Welcome to HEAVEN! -Remix-
- under the darkness
- under the darkness -Remix-
- True eyes
- MIOKURUKARA ~Metamorphose~